# Mühlenbarbek
Mühlenbarbek är en Gemeinde i Kreis Steinburg i det tyska förbundslandet Schleswig-Holstein. Mühlenbarbek, som för första gången nämns i ett dokument från år 1273, har cirka 
300 invånare.
Kommunen ingår i kommunalförbundet Amt Kellinghusen tillsammans med ytterligare 24 kommuner.